# Christiana Thorpe
La Dra. Christiana Ayoka Mary Thorpe (Freetown, 16 de agosto de 1949) es una política sierraleonesa. Fue Comisionada Electoral Principal durante dos mandatos y Presidenta de la Comisión Electoral Nacional, un organismo independiente creado por el gobierno de Sierra Leona para organizar y supervisar las elecciones nacionales, regionales y locales. Es la primera mujer Comisionada Electoral Principal en la historia del país. También fue Viceministra de Educación en la década de 1990. En marzo de 2016, fue nombrada viceministra de Educación, Ciencia y Tecnología.

## Trayectoria
Thorpe creció en una de las comunidades más pobres de Freetown. En 1952, ella y una hermana menor se fueron a vivir con su abuela Christiana (por la que recibió su nombre) en el barrio pobre de Kroo Bay porque sus padres estaban sobrecargados con una familia numerosa puesto que llegaron a tener ocho hijos. Su abuela Christiana era una lavandera y herborista que tuvo una gran influencia en ella. Las dos hermanas eran las únicas niñas del barrio que iban a la escuela. Enseñaba lo que había aprendido a otras niñas y así descubrió que le encantaba ser profesora.
Cuando terminó la escuela secundaria, se marchó a Irlanda, donde estudió en un convento y se hizo monja. Asistió al University College Dublin donde obtuvo una licenciatura, seguida de un máster y un doctorado en las Indias Occidentales Británicas.
Regresó a Sierra Leona y se convirtió en directora de la escuela secundaria femenina St. Joseph de Makeni, un pueblo al norte de la capital, Freetown. Tras pasar veinte años como monja, se dio cuenta de que seguir las normas del convento entraba en conflicto con su labor docente y tomó la decisión de abandonar el convento.
Cuando el capitán Valentine Strasser tomó el poder en 1992, la Dra. Thorpe fue la única mujer en su gabinete de diecinueve ministros, ocupando el cargo de viceministra de Educación. En 1995, creó y presidió la rama sierraleonesa del Foro de Mujeres Educadoras Africanas.
En 2005, Ahmad Tejan Kabbah, Presidente de Sierra Leona, le pidió que dirigiera la Comisión Electoral Nacional. Fue Comisionada Electoral Jefe durante dos mandatos consecutivos de cinco años, aunque cuando el entonces Presidente Ernest Bai Koroma la nombró para su segundo mandato, el Partido Popular de Sierra Leona, en la oposición, expresó su preocupación por la neutralidad de la comisión y abandonó el Parlamento en señal de protesta. Introdujo el sistema de registro biométrico de votantes, que combate el fraude en el registro de votantes. Tras el final de su segundo mandato, en 2016, fue nombrada una de las dos viceministras de Educación, Ciencia y Tecnología en una remodelación del gabinete.

## Reconocimientos
Thorpe ha recibido uno de los premios Voices of Courage 2006 de la Women's Refugee Commission.
El 3 de noviembre de 2014, la Fundación Internacional para Sistemas Electorales le otorgó el Premio Joe C. Baxter.